# Silvino Bracho
Silvino Bracho Saavedra (né le 17 juillet 1992 à Maracaibo, Zulia, Venezuela) est un lanceur de relève droitier de la Ligue majeure de baseball.

## Carrière
Silvino Bracho signe son premier contrat professionnel en août 2011 avec les Diamondbacks de l'Arizona.
Il débute en ligues mineures en 2012 et gradue au niveau Double-A durant la saison 2015.
Il fait ses débuts dans le baseball majeur avec Arizona le 30 août 2015 face aux Athletics d'Oakland.